# Xã Naperville, Quận DuPage, Illinois
Xã Naperville (tiếng Anh: Naperville Township) là một xã thuộc quận DuPage, tiểu bang Illinois, Hoa Kỳ. Năm 2010, dân số của xã này là 100.019 người.